# Adelophryne nordestina
Adelophryne nordestina — вид жаб родини листкових жаб (Eleutherodactylidae). Описаний у 2021 році.

## Поширення
Ендемік Бразилії. Мешкає в атлантичному лісі в штатах Алагоас, Пернамбуку і Параїба на північному сході країни.